# Tayfun Korkut
Tayfun Korkut (Stuttgart, 2 d'abril de 1974) és un exjugador turc de futbol. Va jugar un any al Stuttgarter Kickers, cinc anys amb el Fenerbahçe SK, tres anys amb la Reial Societat, un any amb l'Espanyol, una temporada amb el Beşiktaş JK i un any amb el Gençlerbirliği.
També va jugar 44 partits amb la selecció de Turquia, amb la qual va marcar 1 gol.

## Futsal
Després de retirar-se del futbol professional, va jugar a futbol sala i es va convertir en un membre de l'equip nacional de Turquia de futbol sala en el Campionat de Futbol sala de la UEFA.

## Guardons
- Turquia
  - Eurocopa 2000 Quarts de final